# Julia Baicheva
Julia Baicheva (née le 12 février 1972 à Plovdiv) est une gymnaste rythmique bulgare.

## Palmarès

### Championnats du monde
- Sarajevo 1989
  -  médaille d'or au concours général par équipe.
  -  médaille d'argent au ruban.
- Alicante 1993
  -  médaille d'or au concours général par équipe.
  -  médaille de bronze à la corde.

### Championnats d'Europe
- Göteborg 1990
  -  médaille d'or au concours général individuel.
  -  médaille d'argent par équipe.
  -  médaille d'argent au cerceau.
  -  médaille d'argent au ruban.
  -  médaille de bronze à la corde.
  -  médaille de bronze au ballon.